# Lavernay
Lavernay település Franciaországban, Doubs megyében. Lakosainak száma 577 fő (2022. január 1.). Lavernay Franey, Corcelles-Ferrières, Placey, Burgille, Lantenne-Vertière, Corcondray, Villers-Buzon és Mazerolles-le-Salin községekkel határos.

## Népesség
A település népességének változása:
| Lakosok száma | 240  | 264  | 401  | 547  | 573  | 573  | 576  | 575  | 569  | 577  |
|               | 1968 | 1982 | 1990 | 2006 | 2013 | 2015 | 2017 | 2019 | 2020 | 2022 |